# Grundsatz der Wesentlichkeit in der Abschlussprüfung
Der Grundsatz der Wesentlichkeit in der Abschlussprüfung  im Rechnungswesen besagt in der Jahresabschlussprüfung oder analogen Prüfungsaufträgen, dass die Prüfung des Jahresabschlusses und des Lageberichts darauf auszurichten ist, mit hinreichender Sicherheit falsche Angaben aufzudecken, die wegen ihrer Größenordnung oder Bedeutung einen Einfluss auf den Aussagewert der Rechnungslegung für die Rechnungslegungsadressaten haben.

## Hintergrund
Als Grundlage für die Erteilung des Bestätigungsvermerks muss der Abschlussprüfer mit hinreichender Sicherheit feststellen, dass die Rechnungslegung in allen wesentlichen Belangen in Übereinstimmung mit den jeweils anzuwendenden Rechnungslegungsgrundsätzen aufgestellt wurde und der Abschluss als Ganzes frei von wesentlichen Fehlaussagen ist – unabhängig davon, ob diese auf Betrug oder Fehler zurückzuführen sind. Durch die Berücksichtigung des Grundsatzes der Wesentlichkeit erfolgt eine Konzentration auf entscheidungserhebliche Sachverhalte. 
Das Konzept der Wesentlichkeit ist bei der Planung und Durchführung von Abschlussprüfungen zu beachten. Es kann erforderlich sein, diese im Laufe der Prüfungsdurchführung anzupassen, insbesondere wenn der Prüfer neue Informationen erlangt. Grundsätzlich liegt die Festlegung der Wesentlichkeit im Ermessen des Abschlussprüfers. Wesentlichkeit und Prüfungsrisiko stehen dabei in einem wechselseitigen Zusammenhang, so dass die Festlegung einer höheren Wesentlichkeit zu einer Reduzierung des Prüfungsrisikos führt und umgekehrt.
Die Wesentlichkeit wird in eine quantitative und eine qualitative unterteilt. Die Notwendigkeit einer qualitativen Wesentlichkeit ergibt sich aus der Tatsache, dass nicht alle Angaben im Jahresabschluss quantitativer Natur sind. Anhang und Lagebericht umfassen zahlreiche verbale Angaben, die je nach Regulierungsgrad einzelner Branchen wie Banken oder Versicherungen umfangreicher ausfallen können. Bei der quantitativen Wesentlichkeit wird typischerweise zwischen den folgenden Ebenen unterschieden:
- Abschluss als Ganzes: Grenze, ab der nach Einschätzung des Abschlussprüfers das Ausmaß potentieller Unrichtigkeiten und Verstöße in der Rechnungslegung die Abschlussadressaten in ihrer wirtschaftlichen Entscheidung beeinflusst. Wird die Wesentlichkeit für den Abschluss als Ganzes aufgrund eines Fehlers oder in Addition mehrerer Fehler überschritten, so ist der aufgestellte Jahresabschluss mit wesentlichen Mängeln behaftet.
- Toleranzwesentlichkeit: Zur Minimierung des Risikos, dass die Summe der nicht korrigierten bzw. nicht nachgebuchten und möglicher weiterer, jedoch nicht aufgedeckter Fehler die Wesentlichkeit für den Abschluss als Ganzes übertrifft, wird als eine Art Sicherheitspuffer ein niedrigerer Wert ermittelt.
- Nichtaufgriffsgrenze: Schwelle, unterhalb deren falsche Darstellungen in jedem Fall als unbeachtlich betrachtet werden. Fehler oberhalb dieser Grenze werden gesondert in den Arbeitspapieren dokumentiert und im Prüfbericht als nicht wesentliche Feststellung adressiert.
- Spezifische Wesentlichkeit: Optionale Anpassung, die bei bestimmten Geschäftsvorfällen, Kontensalden oder Abschlussangaben relevant sein könnte, sofern diese Prüffelder vom Abschlussprüfer als besonders bedeutsam eingeschätzt werden. Oftmals wird auf Eigenkapital eine niedrigere Toleranzschwelle angesetzt, die teilweise auch Null betragen kann. Zudem können für Transaktionen mit nahestehenden Personen oder exponierten Personen (z. B. Politiker), Prozesskosten, neu erworbene oder aufgegebene Geschäftsbereiche und weitere mit besonderer Aufmerksamkeit oder erhöhtem Risiko assoziierte Bereiche abweichende Wesentlichkeitsgrenzen angesetzt werden.

Zur Bestimmung der Wesentlichkeit wählt der Abschlussprüfer typischerweise den Prozent- oder Promillesatz einer angemessenen Bezugsgröße, dabei werden häufig Umsatzerlöse, Vorsteuerergebnis oder Bilanzsumme herangezogen. Die Toleranzwesentlichkeit wird in der Regel als hoher Prozentsatz aus der Wesentlichkeit für den Abschluss als Ganzes abgeleitet, die Nichtaufgriffsgrenze analog mit deutlich niedrigerem Prozentsatz.
Im Rahmen der Berichterstattung über die Abschlussprüfung hat der Prüfer auch die von ihm festgelegte quantitative Wesentlichkeitsgrenze für den Abschluss als Ganzes bzw. bei niedrigeren Grenzen für einzelne Bereiche diese anzugeben. Dies schließt eine Darstellung der qualitativen Faktoren, die der Festlegung der Grenzen zugrunde lagen, ein.
Auf internationaler Ebene werden berufsständische Regelungen zur Wesentlichkeit in den International Standards on Auditing dargelegt, insbesondere in ISA 320. Das Institut der Wirtschaftsprüfer hat für deutsche Wirtschaftsprüfer analog Regelungen in seinen Prüfungsstandards etabliert, diese finden sich insbesondere im die internationalen Anforderungen spiegelnden IDW PS 250.
Der Grundsatz der Wesentlichkeit in der Abschlussprüfung ist dabei vom Grundsatz der Wesentlichkeit in der Rechnungslegung zu unterscheiden. Bei Letzterem steht im Vordergrund, alle wesentlichen Faktoren zur Beurteilung der tatsächlichen Vermögens-, Finanz- und Ertragslage einer Unternehmung bei der Aufstellung eines Abschlusses zu berücksichtigen. Der Grundsatz der Wesentlichkeit in der Abschlussprüfung bezieht sich aber übergreifend auf das Fehlerrisiko bei der Aufstellung eines Abschlusses, umfasst also beispielsweise auch Fälle, in denen zwar alle wesentlichen Faktoren berücksichtigt wurden, aber eine fehlerhafte Bewertung möglich ist, und wertet die diesbezügliche Signifikanz ein.